# لا أوليفا (جزيرة)
جزيرة لا أوليفا (بالإسبانية: Isla de la Oliva) جزيرة إسبانية تقع في بحر كانتابريا، هي تابعة لمنطقة كانتابريا شمال إسبانيا.
تبلغ مساحة جزيرة لا أوليفا 0,027 كم².